# Halobates acherontis
Halobates acherontis Polhemus, 1982 è un insetto della famiglia Gerridae, endemico dell'Australia.

## Descrizione
Sono insetti pattinatori di piccole dimensioni, di colore grigio-bluastro, lunghi 3,8-4,3 mm.

## Biologia
A differerenza della quasi totalità delle specie del genere Halobates, che vivono in ambienti marini, H. acherontis si è adattato a vivere in acque dolci.

## Distribuzione e habitat
L'areale di questa specie è ristretto alle acque del fiume Daly, nel Territorio del Nord dell'Australia.